# 울산성 전투
울산성 전투는 1598년 1월 29일부터 2월 9일, 그리고 10월부터 11월 2일까지 조선-명나라 연합군과 일본군이 울산왜성과 그 일대에서 두 차례 벌인 전투를 의미한다. 연합군은 울산왜성이 완공되기 이전 일본군을 공격하였으나 가토 기요마사는 연합군을 격퇴하였다. 1차 전투 당시 일본군 수군과 육군을 포함해 총 13,000명의 병력이 원군으로 오자 연합군은 사기가 꺾였고, 결국 연합군은 1차 전투에서 후퇴하던 중 1만 명이 일본군에 사살되었다.
연합군은 1598년 10월부터 다시 울산성을 공격했으나 울산성의 방어 시설과 수비가 튼튼하여 연합군은 성을 직접 공격하는 것이 불가능하였다. 그러나 울산왜성 곳곳에서 연합군과 일본군 사이에 전투가 벌어졌고 이 과정에서 2,000명의 일본군이 사살되었다. 일본군은 도요토미 히데요시 사망 이후인 1598년 12월 14일 울산성에 철수했다.

## 배경
임진왜란 이후, 일본과 명나라 사이에서 계속되던 화평 교섭은 결렬되었고, 재침이 결정되었다. 1597년 일본군의 임무로는 전라도·충청도를 평정할 것, 이를 달성한 후에는 수비를 담당할 무장을 지정하고, 귀국 예정 무장을 중심으로 성을 축조할 것이 명령되어 있었다. 정유재란이 시작되자, 부산 주변에 배치되어 있던 일본 제군은 명·조선군을 격파하고 전라도와 충청도로 진격하여, 이 두 도를 평정한다는 목표를 달성하였다. 그리고 다음 임무인 성축을 시작하기 위해 조선 남해안 지역으로 돌아왔다.
부산 주변에는 이미 문록의 역 당시부터 왜성이 여러 곳 축성되어 있었지만, 새로 축조되는 성들은 그 외곽에 해당하며, 동쪽부터 울산성, 양산성, 창원성, 견내량성, 고성성, 사천성, 남해성, 순천성의 8개 성이다. 이들 왜성 중 서생포왜성에서 북쪽으로 약 15km 거리에 있는 울산성에는 가토 기요마사 자신이 직접 축성 계획을 세우고, 1597년 11월 중순부터 모리 히데모토, 아사노 유키나가, 가토 기요마사의 병력을 중심으로 구류를 목표로 본격적인 울산 왜성 축성을 시작하였다.
성터로 선택된 도산(島山)은 울산만의 가장 안쪽에 있으며, 남쪽에는 태화강이 흐르고 있었다.  야음동의 도산리는 오랜 세월의 토사 퇴적과 최근의 매립으로 내륙화되었지만, 당시에는 바닷가 바로 옆에 위치하여 성 아래에 병선을 접안시킬 수 있었다.

## 전투

### 제1차
1597년, 일본군은 방어를 위해 일련의 성을 건설하였다. 가토 기요마사(加藤清正)는 울산성을 거점으로 삼기 위해 축성하였다. 명나라와 조선 연합군은 이 정보를 입수하고 울산성을 공격하기로 결정하였다. 1598년 1월 29일, 양호(楊鎬)와 마귀(麻貴)는 명군 4만 명을 이끌고, 권율은 조선군 1만 1,500명을 이끌고 첫 번째 울산성 공격을 개시하였다. 이때 울산성은 아직 완공되지 않았고, 많은 일본군이 성 밖에 주둔 중이었으며 방비가 허술하였다. 연합군은 이 기회를 틈타 공격하였으나, 가토 기요마사가 이끄는 병력에 의해 격퇴되었고, 일본군은 500여 명의 피해를 입은 뒤 성 안으로 철수하여 수비에 들어갔다. 공격 중인 연합군은 신기전과 화차 등을 동원하여 울산성을 포위하였고, 여러 차례 성을 공략하려 하였지만, 일본군의 집중적인 화력에 의해 격퇴되었다. 일본군도 큰 피해를 입어, 600명 이상이 전사하고 많은 병사가 부상당했다.
포위가 시작된 지 열흘째 되던 날, 일본군은 기아와 혹한으로 인해 연합군에게 화의를 요청하게 되었다. 곧이어 고바야카와 히데아키(小早川秀秋), 모리 히데모토(毛利秀元), 구로다 나가마사(黑田長政) 등의 원군이 서생포에서 도착하였고, 조소카베 모토치카(長宗我部元親) 또한 수군을 이끌고 지원하였다. 이로써 원군 병력은 13,000명에 달하였고, 성 안의 수비병력까지 합하면 2만 명을 넘게 되었다. 마귀는 상황의 심각성을 인식하고, 정월 3일에 다시 공격을 감행하였다. 양호와 마귀가 친히 지휘하며 물러서는 병사를 참수하는 등 강경한 태도를 보였으나, 연합군의 사기는 이미 꺾여 있었다.
한편, 일본군은 원군이 도착했다는 소식을 접하고 사기가 급상승하였다. 비처럼 쏟아지는 총탄 속에, 깃카와 히로이에(吉川廣家)가 선봉으로 돌진하며 일부 연합군의 퇴로를 차단하였고, 다치바나 무네시게는 유격대로서 측면에서 맹렬히 공격하였다. 결국 연합군은 경주 방향으로 퇴각할 수밖에 없었다. 급하게 철수하던 중 폭우까지 덮쳐 연합군은 혼란에 빠졌고, 일본군은 모리, 고바야카와, 구로다 등의 지휘 하에 30리 넘게 추격하며 연합군 1만여 명을 참살하였다. 조선 측 기록에 따르면, 명군의 피해는 "천병(天兵)이라 일컫던 군사들이 이 전투에서 죽고 다친 자가 제출된 수치로는 사망자 700명에 달하고, 부상자도 3,000여 명이 넘는다", "당군(唐軍)의 전사자는 헤아릴 수 없고, 혹은 3,000명, 혹은 4,000명이라 한다"고 적고 있다.
첫 울산성 전투 이후, 우키타 히데이에, 모리 히데모토, 호소카와 이에사다 등 13명의 장수들은 도요토미 히데요시에게 울산, 순천, 양산 세 성을 포기하자는 건의를 올렸으나, 히데요시는 이를 거절하였다.